# دي إف-21
دونغ فنغ 21 أو دي إف-21 (بالإنجليزية: DF-21)‏؛ تسمية الناتو (بالإنجليزية: CSS-5 - Dong-Feng)‏ (الصينية: 东风؛ حرفيا «رياح الشرق») هي صواريخ متوسطة المدى ذاتية الدفع (MRBM) على مرحلتين تعمل بالوقود الصلب، ذات راس حربي واحد. وهي من سلسلة صواريخ دونغ فنغ "رياح الشرق" والتي طورتها الصين. في عام 2008، قدرت وزارة الدفاع الأمريكية أن الصين لديها 60-80 صاروخ و 60 من قاذفات الإطلاق.
صُمم الصاروخ أصلاً كسلاح استراتيجي، وقد صُمِّمَت الأنواع اللاحقة من دي إف-21 لمهام الضربات النووية والتقليدية على حد سواء. فضلا عن الرؤوس الحربية النووية من حوالي 300 كيلوطن، ويعتقد أن تكون الرؤوس الحربية المتفجرة والذخيرة الفرعية العالية المتوفرة. وقِيلَ إن أحدث DF-21D هو أول صاروخ باليستي مضاد للسفن في العالم (ASBM). كما طور دونغ فنغ21 ليصبح قادراً على حمل أسلحة فضائية مضادة للسواتل/ مضادة للصواريخ.

## المواصفات

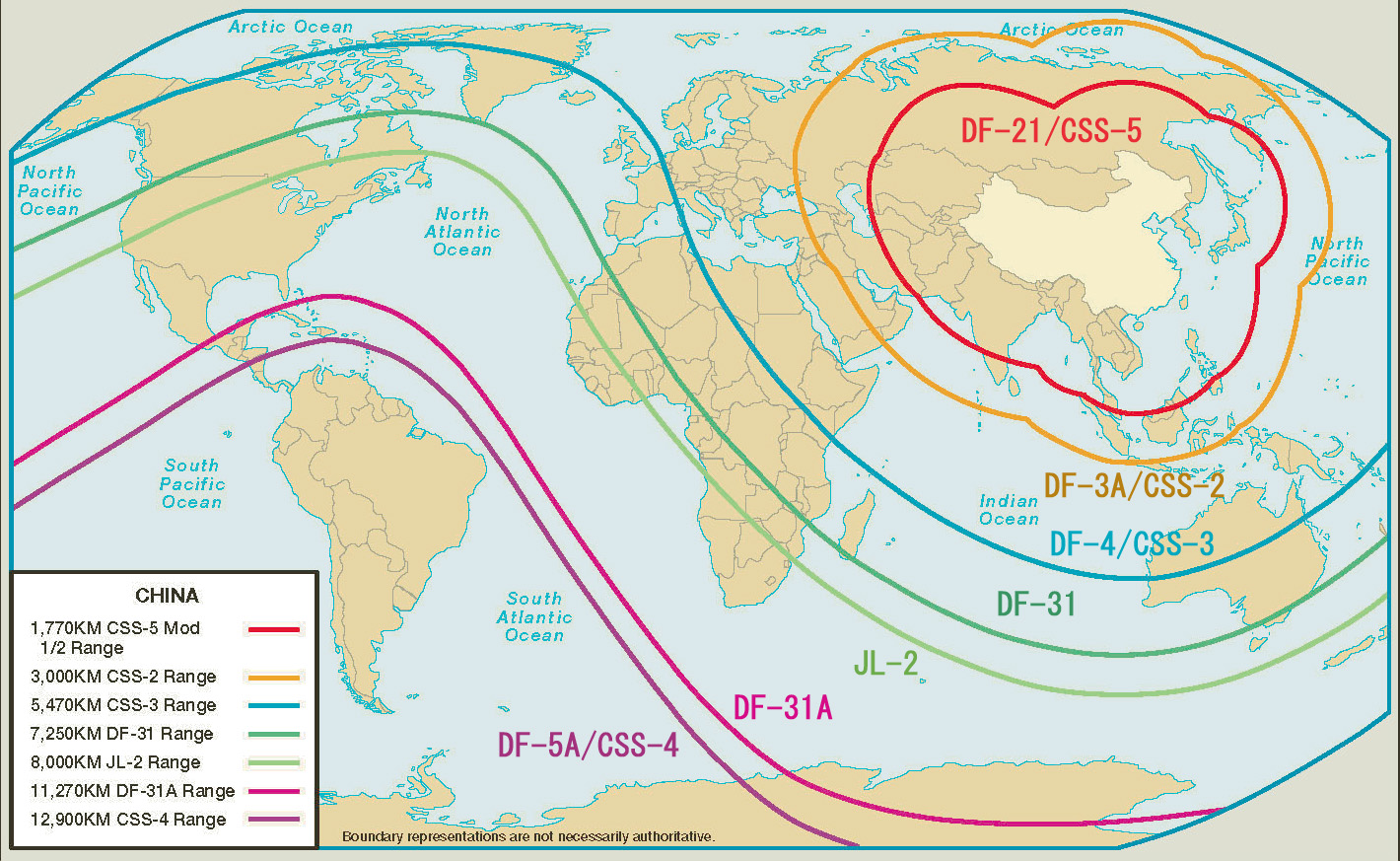
نطاق مدى مجموعة من مختلف الصواريخ الصينية؛ مدى صاروخ (DF-21 A / B) يظهر باللون الأحمر.

| النظام            | دونغ فنغ 21 / DF-21         | دونغ فنغ 21A / DF-21A                                                   |
| رمز الناتو        | CSS-5 mod 1                 | CSS-5 mod 2                                                             |
| السنة             | 1985                        | 1996                                                                    |
| حملة              | 2 مراحل مع بالوقود الصلب    | 2 مراحل مع بالوقود الصلب                                                |
| طول               | 10,70 م                     | 12,30 م                                                                 |
| قطر               | 1.400 ملم                   | 1.400 ملم                                                               |
| وزن               | 14.700 كجم                  | 15.200 كجم                                                              |
| حمولة             | 600 كجم                     | 500 كجم                                                                 |
| الرأس الحربي      | النووي 200 أو 500 كيلوطن    | النووية متغير 20-150 كيلوطن , الرؤوس الحربية تجزئة أو الذخائر الصغيرة ] |
| المدى التشغيلي    | 2.150 كم                    | 2.500 كم                                                                |
| نظام التوجيه      | نظام الملاحة بالقصور الذاتي | نظام الملاحة بالقصور الذاتي بالإضافة إلى GPS                            |
| دقة التصويب (CEP) | 300-600 م                   | 50-100 م                                                                |

## المستخدمون
- الصين
- السعودية